# جگرواش
هپاتیک یا جگرواش نوعی نوعی گیاه فاقد آوند است. جگرواش ها مانند خزه ها فاقد آوند ، ریشه ، ساقه و برگ حقیقی هستند و در مناطق مرطوب رشد می کنند، اسپرم آنها برای رسیدن به تخمک به محیط آبی احتیاج دارد.

## گونه‌ها
جگرواش تیزبرچه (Hepatica acutiloba)

جگرواش گردبرچه (Hepatica americana)

جگرواش معمولی (Hepatica nobilis)

جگرواش ترانس‌سیلوانی (Hepatica transsilvanica)